# Lopidium concinnum
Lopidium concinnum är en bladmossart som beskrevs av Wilson in J. D. Hooker 1854. Lopidium concinnum ingår i släktet Lopidium och familjen Hookeriaceae. Inga underarter finns listade i Catalogue of Life.